# Normenkartell
Das Normenkartell (oder Typenkartell) war ein Wirtschaftskartell, das Vereinbarungen über die einheitliche Anwendung von Normen zum Inhalt hatte. Der Begriff wird im Europäischen Wettbewerbsrecht heute nicht mehr verwendet, seine Bestimmungen sind aber sinngemäß in Artikel Art. 101 dieser neuen Richtlinie enthalten.

## Allgemeines
Normenkartelle kamen relativ selten vor. Sie konnten ihren Mitgliedern beispielsweise die Einhaltung von DIN-Normen oder sonstigen Standards vorschreiben. Normenvereinbarungen können sich über unterschiedliche Bereiche erstrecken wie die Normung von Produkten, Abmessungen, Bauteilen, Gütezeichen oder technischen Daten in Märkten, bei denen die Kompatibilität oder Interoperabilität mit anderen Produkten oder Systemen unerlässlich ist. „Erst die Normung, .., ist der Wegbereiter für die rationelle Massenfertigung gewesen, sie ist die Grundbedingung für die Verbilligung der Erzeugnisse und die Voraussetzung für die einfache Be- und Verarbeitung…“.

## Rechtsfragen
Das Normenkartell war nach § 5 Abs. 1 GWB a. F. zulässig und bedurfte der Anmeldung beim Bundeskartellamt („Anmeldekartell“). Kam von der Behörde nicht innerhalb von drei Monaten ein Widerspruch, galt das Normenkartell als genehmigt. Die Kartellbehörde durfte jedoch ihren Widerspruch nur darauf stützen, dass ein Normenkartell seine Marktstellung missbrauche.
Die früher im GWB enthaltenen Vorschriften über Normen-, Typen-, Konditionen-, Rationalisierungs- und Strukturkrisenkartelle wurden im Zuge der 7. GWB-Novelle im Juli 2005 gestrichen, weil diese Kartellformen regelmäßig über den lokalen und regionalen Bereich hinausgehen und daher geeignet sind, den zwischenstaatlichen Handel zu beeinträchtigen. Angesichts des Vorrangs des europäischen Wettbewerbsrechts war eine eigenständige Regelung im GWB nicht mehr erforderlich.

## Wirtschaftliche Aspekte
Die Betriebswirtschaftslehre unterscheidet zwischen „Anmeldekartellen“, „Widerspruchskartellen“ und „Erlaubniskartellen“.
| Anmeldekartelle                     | Widerspruchskartelle               | Erlaubniskartelle                  |
| ----------------------------------- | ---------------------------------- | ---------------------------------- |
| Normenkartell                       | Konditionenkartell                 | Strukturkrisenkartell              |
| Exportkartell (ohne Inlandswirkung) | Rabattkartell                      | Exportkartell (mit Inlandswirkung) |
| Kalkulationskartell                 | einfaches Rationalisierungskartell | höheres Rationalisierungskartell   |
|                                     | Spezialisierungskartell            | Importkartell                      |

Anmeldekartelle wurden bereits durch bloße Anmeldung bei der zuständigen Kartellbehörde wirksam (§ 9 Abs. 2 GWB a. F.) und unterlagen ab diesem Zeitpunkt der Missbrauchsaufsicht (§ 12 GWB a. F). Widerspruchskartelle bedurften lediglich der Anmeldung. Sie waren zugelassen, wenn die Kartellbehörde nicht innerhalb einer Frist von drei Monaten widersprach. Zu den Erlaubniskartellen zählten höhere Rationalisierungskartelle, Exportkartelle (mit Inlandswirkung), Importkartelle, Strukturkrisenkartelle und Sonderkartelle (Ministerkartelle). Wegen des übergeordneten europäischen Kartellrechts mit seinem generellen Kartellverbot ist diese Unterscheidung lediglich noch in der Betriebswirtschaftslehre von Bedeutung.
Die einzigen nennenswerten Beispiele waren das im Januar 1925 in Genf von den international führenden Glühlampenherstellern gegründete Phoebuskartell und das im September 1961 gegründete Normenkartell der Brauereien („Rationalisierungsgemeinschaft betreffend die Verwendung genormter Bierflaschen“), das die Verwendung genormter Bierflaschen sichert und auf DIN-Normen zurückgreift. Das Bundeskartellamt hatte der Anmeldung der Rationalisierungsgemeinschaft nicht widersprochen, so dass dieses Kartell rechtswirksam zustande gekommen war.